# Дискография One Direction
Дискография британско-ирландского бой-бэнда One Direction, сформированного в Лондоне в 2010 году, состоит из пяти студийных альбомов и двух мини-альбомов (EP), одиннадцати официальных синглов и двух благотворительных, видеоальбома и тринадцати музыкальных клипов. Участники группы подписали контракт со звукозаписывающей компанией Саймона Коуэлла, Syco Records, после участия в британском шоу The X Factor. Для продаж в Северной Америке One Direction подписали договор с Columbia Records.
Дебютный студийный альбом Up группы All Night был выпущен в ноябре 2011 года. Он возглавил чарты в шестнадцати странах. Первый сингл, «What Makes You Beautiful», стал международным хитом, достигнув № 1 в Великобритании и № 4 в США; с тех пор он был сертифицирован четыре и шесть раз платиновым в США и Австралии, соответственно. Последующие синглы, «Gotta Be You» и «One Thing», вошёл в десятку хитов в Великобритании. Второй студийный альбом группы Take Me Home был выпущен в ноябре 2012 года. Запись продали 540 000 раз первую неделю в США, и она стала № 1 в тридцати пяти странах. Первый сингл альбома «Live While We’re Young», стал самым продаваемым синглом One Direction в ряде стран и показал самые высокие продажи в первую неделю в США, как для артиста за пределами Штатов. У «Little Things» и «Kiss You», последующих синглов, были умеренные успехи.
Третий студийный альбом One Direction, Midnight Memories, был выпущен 25 ноября 2013 года. Альбому предшествовал его сингл «Best Song Ever» и «Story Of My Life», приветствуемый критиками. Альбом имел коммерческий успех, дебютировав на первом месте в Великобритании Albums Chart и Billboard 200, что делает One Direction первой группой в истории, чьи первые три альбома заняли вершину в Billboard 200 .

## Альбомы

### Студийные альбомы
| Название          | Детали альбома                                                                                          | Позиции в чартах | Позиции в чартах | Позиции в чартах | Позиции в чартах | Позиции в чартах | Позиции в чартах | Позиции в чартах | Позиции в чартах | Позиции в чартах | Позиции в чартах | Продажи                                                      | Сертификаты |
| Название          | Детали альбома                                                                                          | UK               | AUS              | BEL (FL)         | CAN              | FRA              | IRE              | NL               | NZ               | SWE              | US               | Продажи                                                      | Сертификаты |
| ----------------- | --- | ---------------- | ---------------- | ---------------- | ---------------- | ---------------- | ---------------- | ---------------- | ---------------- | ---------------- | ---------------- | ------------------------------------------------------------ | --- |
| Up All Night      | - Выпущен: 18 ноября 2011 (IRE) - Лейблы: Syco, Columbia - Форматы: CD, Покупка через интернет          | 1                | 1                | 7                | 1                | 7                | 1                | 7                | 1                | 1                | 1                | - Великобритания: 680,000 - США: 1,100,000 - Мировые: 3 млн  | - ARIA: 3× платиновый - GLF: платиновый - RIANZ: 3× платиновый |
| Take Me Home      | - Релиз: 12 ноября 2012 (Великобритания) - Лейблы: Syco, Columbia - Форматы: CD, покупка через интернет | 1                | 1                | 1                | 1                | 1                | 1                | 1                | 1                | 1                | 1                | - Великобритания: 906 тыс. - США: 2 млн - Мировые: 4.4 млн   | - BPI: 3× платиновый - ARIA: 3× платиновый - GLF: платиновый - IRMA: 3× платиновый - MC: 3× платиновый - NVPI: платиновый - RIAA: 2× платиновый - RMNZ: 2× платиновый - SNEP: платиновый |
| Midnight Memories | - Выпущен: 25 ноября 2013 (IRE) - Лейблы: Syco, Columbia - Форматы: CD, Покупка через интернет          | 1                | 1                | 1                | 1                | 1                | 1                | 2                | 2                | 1                | 1                | - Великобритания: 730 тыс. - США: 1,100,000 - Мировые: 4 млн | - BPI: 2× платиновый - ARIA: 2× платиновый - GLF: золотой - IRMA: 3× платиновый - MC: 2× платиновый - RIAA: платиновый - RMNZ: платиновый - SNEP: платиновый                             |
| Four              | - Выпущен: 17 ноября 2014 (IRE) - Лейблы: Syco, Columbia - Форматы: CD, Покупка через интернет          | 1                | 1                | 1                | 1                | 1                | 1                | 1                | 1                | 1                | 1                |                                                              | |
| Made in the A.M.  | - Выпущен: 13 ноября 2015 (IRE) - Лейблы: Syco, Columbia - Форматы: CD, Покупка через интернет          | 1                | 2                | 1                | 2                | 4                | 1                | 3                | 2                | 2                | 2                |                                                              | |

### Мини-альбомы
| Название                     | Детали альбома | Позиции в чартах |
| Название                     | Детали альбома | США              |
| ---------------------------- | --- | ---------------- |
| iTunes Festival: London 2012 | - Релиз: 20 сентября 2012 (Великобритания) - Звукозаписывающая компания: Syco Records - Формат: Покупка через интернет | 140              |

## Синглы
| Название                                | Год  | Лучшая позиция в чарте | Лучшая позиция в чарте | Лучшая позиция в чарте | Лучшая позиция в чарте | Лучшая позиция в чарте | Лучшая позиция в чарте | Лучшая позиция в чарте | Лучшая позиция в чарте | Лучшая позиция в чарте | Лучшая позиция в чарте | Альбом            |  |
| Название                                | Год  | UK                     | AUS                    | BEL (FL)               | CAN                    | FRA                    | IRE                    | NL                     | NZ                     | SWE                    | US                     | Альбом            |  |
| --------------------------------------- | ---- | ---------------------- | ---------------------- | ---------------------- | ---------------------- | ---------------------- | ---------------------- | ---------------------- | ---------------------- | ---------------------- | ---------------------- | ----------------- |  |
| «What Makes You Beautiful»              | 2011 | 1                      | 7                      | 8                      | 7                      | 39                     | 1                      | 63                     | 2                      | 29                     | 4                      | Up All Night      |  |
| «Gotta Be You»                          | 2011 | 3                      | —                      | —                      | —                      | —                      | 3                      | —                      | —                      | —                      | 124                    | Up All Night      |  |
| «One Thing»                             | 2012 | 9                      | 3                      | 37                     | 17                     | 91                     | 6                      | 72                     | 16                     | —                      | 39                     | Up All Night      |  |
| «More than This»                        | 2012 | 86                     | 49                     | —                      | —                      | —                      | 39                     | —                      | —                      | —                      | —                      | Up All Night      |  |
| «Live While We’re Young»                | 2012 | 3                      | 2                      | 7                      | 2                      | 20                     | 1                      | 3                      | 1                      | 23                     | 3                      | Take Me Home      |  |
| «Little Things»                         | 2012 | 1                      | 9                      | 30                     | 20                     | 58                     | 2                      | —                      | 2                      | 27                     | 33                     | Take Me Home      |  |
| «Kiss You»                              | 2013 | 9                      | 13                     | 33                     | 30                     | 36                     | 7                      | 30                     | 17                     | 55                     | 46                     | Take Me Home      |  |
| «One Way or Another (Teenage Kicks)»    | 2013 | 1                      | 3                      | 20                     | 9                      | 17                     | 1                      | 1                      | 3                      | —                      | 13                     |                   |  |
| «Best Song Ever»                        | 2013 | 2                      | 4                      | 12                     | 2                      | 12                     | 2                      | 5                      | 3                      | 22                     | 2                      | Midnight Memories |  |
| «Story Of My Life»                      | 2013 | 2                      | 3                      | 3                      | 3                      | 22                     | 1                      | 3                      | 1                      | 8                      | 6                      | Midnight Memories |  |
| «Midnight Memories»                     | 2014 | 2                      | 3                      | 3                      | 3                      | 22                     | 1                      | 3                      | 1                      | 8                      | 6                      | Midnight Memories |  |
| «You & I»                               | 2014 | 2                      | 3                      | 3                      | 3                      | 22                     | 1                      | 3                      | 1                      | 8                      | 6                      | Midnight Memories |  |
| «Steal My Girl»                         | 2014 | 3                      | 9                      | 15                     | 16                     | 13                     | 3                      | 47                     | 9                      | 19                     | 13                     | Four              |  |
| «Night Changes»                         | 2014 | 7                      | 33                     | 51                     | 20                     | 106                    | 24                     | 76                     | 11                     | 40                     | 31                     | Four              |  |
| «Drag Me Down»                          | 2015 | 1                      | 1                      | 5                      | 4                      | 1                      | 1                      | 5                      | 1                      | 6                      | 3                      | Made in the A.M.  |  |
| «Perfect»                               | 2015 | 2                      | 4                      | 9                      | 13                     | —                      | 1                      | 28                     | 7                      | 12                     | 10                     | Made in the A.M.  |  |
| «History»                               | 2015 |                        |                        |                        |                        |                        |                        |                        |                        |                        |                        | Made in the A.M.  |  |
| «—» Релиз сингла в стране не состоялся. |      |                        |                        |                        |                        |                        |                        |                        |                        |                        |                        |                   |  |